# Naczelny Dowódca Sił Zbrojnych (Polska)
Naczelny Dowódca Sił Zbrojnych (dawniej Naczelny Wódz) – najwyższe stanowisko służbowe w Wojsku Polskim obsadzane na czas wojny. W czasie pokoju Prezydent RP wskazuje osobę przewidzianą do mianowania na stanowisko Naczelnego Dowódcy Sił Zbrojnych, którą powinien być żołnierz zawodowy w stopniu generała (admirała). Skuteczne pełnienie stanowiska Naczelnego Dowódcy Sił Zbrojnych podczas wojny jest zwyczajowo uznawane za podstawową przesłankę uzasadniającą mianowanie na stopień marszałka Polski.
Aż do 1795 r. był to tytuł należący do polskiego monarchy – księcia albo króla. Stanowisko Naczelnego Wodza pełnione przez osobę inną niż władca pojawiło się po raz pierwszy w czasach Księstwa Warszawskiego pod panowaniem Fryderyka Augusta I, kiedy funkcję tę objął książę Józef Poniatowski. Formalnie ustanowione zostało nieco później – w okresie powstania listopadowego. Po odzyskaniu przez Polskę niepodległości funkcję Naczelnego Wodza sprawował Józef Piłsudski, a w czasie kampanii wrześniowej w 1939 roku marszałek Edward Śmigły-Rydz, zaś w okresie okupacji funkcję tę pełnili kolejno: Władysław Sikorski, Kazimierz Sosnkowski, Tadeusz Komorowski i Władysław Anders. W początkowym okresie Polski Ludowej Naczelnym Dowódcą Wojska Polskiego był w latach 1944–1947 marszałek Michał Rola-Żymierski, ale po wejściu w życie Konstytucji PRL funkcja ta na wiele lat utraciła swoje umocowanie prawne, przywrócone dopiero w 1983 r. poprzez nowelizację konstytucji. Umocowanie ustrojowe Naczelnego Dowódcy uwzględnione zostało również we współcześnie obowiązującej Konstytucji RP z 1997 r., dookreślonej poprzez odpowiednią ustawę przyjętą w 2002 r., która szczegółowo wskazuje miejsce i zadania Naczelnego Dowódcy Sił Zbrojnych w systemie kierowania obroną kraju.

## III Rzeczpospolita (od 1992 r.)
W uchwalonej na fali przemian demokratycznych Małej Konstytucji z 1992 r. określona została procedura powołania na czas wojny Naczelnego Wodza, ale w we współczesnej Konstytucji RP z 1997 r. powrócono do nazwy Naczelnego Dowódcy Sił Zbrojnych. Zgodnie z jej art. 134 ust. 4, Na czas wojny Prezydent Rzeczypospolitej, na wniosek Prezesa Rady Ministrów, mianuje Naczelnego Dowódcę Sił Zbrojnych. W tym samym trybie może on Naczelnego Dowódcę Sił Zbrojnych odwołać. Kompetencje Naczelnego Dowódcy Sił Zbrojnych i zasady jego podległości konstytucyjnym organom Rzeczypospolitej Polskiej określa ustawa., a ponadto jej art. 198 ust. 1 wylicza tę funkcję wśród podsądnych Trybunału Stanu. Szczegółowe kompetencje Naczelnego Dowódcy Sił Zbrojnych dookreśliła ustawa z dnia 29 sierpnia 2002 r. o stanie wojennym oraz o kompetencjach Naczelnego Dowódcy Sił Zbrojnych i zasadach jego podległości konstytucyjnym organom Rzeczypospolitej Polskiej (Dz.U. z 2025 r. poz. 504). Nie uwzględniono natomiast w tych aktach ustrojowych procedury uprzedniego wskazywania osoby przewidzianej do powołania na stanowisko Naczelnego Dowódcy Sił Zbrojnych. 
Dopiero od 30 kwietnia 2015 r. wprowadzono możliwość powoływania kandydata na Naczelnego Dowódcę Sił Zbrojnych na czas wojny W ówczesnym stanie prawnym Szef Sztabu Generalnego WP utracił po 2013 r. kompetencje do dowodzenia rodzajami Sił Zbrojnych RP, a w Wojsku Polskim na stopie pokojowej występowały trzy równorzędne naczelne stanowiska wojskowe: Szef Sztabu Generalnego Wojska Polskiego (wówczas będący jedynie ceremonialnie najwyższym funkcją żołnierzem zawodowym), Dowódca Operacyjny Rodzajów Sił Zbrojnych (odpowiadający za planowanie, organizowanie i prowadzenie operacji w ramach użycia Sił Zbrojnych do czasu mianowania Naczelnego Dowódcy oraz za przygotowanie stanowiska dowodzenia Naczelnego Dowódcy Sił Zbrojnych) i Dowódca Generalny Rodzajów Sił Zbrojnych. W ślad za tymi zmianami na stanowisko kandydata na Naczelnego Dowódcę Sił Zbrojnych na czas wojny mianowany został 20 czerwca 2015 r. przez Prezydenta RP Dowódca Operacyjny Rodzajów Sił Zbrojnych gen. broni Marek Tomaszycki i pełnił tę funkcję aż do zakończenia 28 kwietnia 2017 r. zawodowej służby wojskowej oraz przejścia do rezerwy. 
Postanowieniem Prezydenta RP Andrzeja Dudy z 5 maja 2017, Szef Sztabu Generalnego Wojska Polskiego generał broni Leszek Surawski został wskazany, jako osoba przewidziana do mianowania na stanowisko Naczelnego Dowódcy Sił Zbrojnych. Jego następcą został gen. dyw. Rajmund Andrzejczak, który 2 lipca 2018 r. odebrał z rąk prezydenta RP akty mianowania na stopień wojskowy generała broni i na stanowisko Szefa SG WP, a następnie postanowieniem prezydenta Rzeczypospolitej Andrzeja Dudy z 1 sierpnia 2018 został wskazany jako osoba przewidziana do mianowania na stanowisko Naczelnego Dowódcy Sił Zbrojnych. Zarazem uchwalona w 2018 r. ustawa ponownie uczyniła Szefa Sztabu Generalnego WP najwyższym dowódcą rodzajów Sił Zbrojnych RP, powierzając mu dowodzenie Siłami Zbrojnymi do czasu mianowania Naczelnego Dowódcy Sił Zbrojnych oraz podporządkowując mu Dowódcę Operacyjnego Rodzajów Sił Zbrojnych, Dowódcę Generalnego Rodzajów Sił Zbrojnych oraz Szefa Inspektoratu Wsparcia Sił Zbrojnych, przy czym w kompetencjach Dowódcy Operacyjnego pozostawiono przygotowanie stanowiska dowodzenia Naczelnego Dowódcy Sił Zbrojnych. Podobne uregulowania zawarto w nowej ustawie z dnia 11 marca 2022 r. o obronie Ojczyzny. Na mocy Postanowienia Prezydenta Rzeczypospolitej Polskiej z dnia 25 października 2023 r. nr 112.99.2023 o wskazaniu osoby przewidzianej do mianowania na stanowisko Naczelnego Dowódcy Sił Zbrojnych, jako osoba przewidziana do mianowania na stanowisko Naczelnego Dowódcy Sił Zbrojnych wskazany został gen. Wiesław Kukuła.
| Zdjęcie | Okres                   | Osoba                          | Opis |
| ------- | ----------------------- | ------------------------------ | --- |
|         | 22.06.2015 – 28.04.2017 | Marek Tomaszycki (ur. 1958)    | kandydat na Naczelnego Dowódcę Sił Zbrojnych, Dowódca Operacyjny Rodzajów Sił Zbrojnych, generał broni, wskazany postanowieniem Prezydenta RP z dnia 20 czerwca 2015 |
|         | 29.04.2017 – 02.07.2017 | Leszek Surawski (ur. 1960)     | kandydat na Naczelnego Dowódcę Sił Zbrojnych, Szef Sztabu Generalnego WP, generał, wskazany postanowieniem Prezydenta RP z dnia 5 maja 2017                          |
|         | 02.07.2017 – 25.10.2023 | Rajmund Andrzejczak (ur. 1967) | kandydat na Naczelnego Dowódcę Sił Zbrojnych, Szef Sztabu Generalnego WP, generał broni, wskazany postanowieniem Prezydenta RP z 1 sierpnia 2018                     |
|         | 25.10.2023 – nadal      | Wiesław Kukuła (ur. 1972)      | kandydat na Naczelnego Dowódcę Sił Zbrojnych, Szef Sztabu Generalnego WP, generał, wskazany postanowieniem Prezydenta RP z 25 października 2023                      |

## Historia

### Okres przedrozbiorowy
Od IX w. do 1795 r. naczelnymi wodzami wojsk polskich byli polscy monarchowie – książęta i królowie. Wojewodowie-palatyni w średniowieczu oraz hetmani wielcy w Rzeczypospolitej szlacheckiej byli jedynie zastępcami naczelnych wodzów-monarchów.
Lista naczelnych wodzów wojsk polskich Księstwa i Królestwa Polskiego oraz Rzeczypospolitej Obojga Narodów: 

### Księstwo Warszawskie
Księstwo Warszawskie nie było pełnoprawnym uczestnikiem stosunków międzynarodowych, a  jego siły zbrojne stanowiły część wojsk francuskich i realizowały zadania zlecane przez dowództwo cesarskie. Zgodnie z rozkazem Napoleona Bonaparte z 12 lipca 1807 zwierzchnią władzę wojskową nad wszystkimi oddziałami francuskimi, saskimi i polskimi na terytorium Księstwa otrzymał marszałek Louis Davout. 21 marca 1809 nominację na naczelnego wodza wszystkich sił na terenie Księstwa Warszawskiego uzyskał książę Józef Poniatowski. Książę Józef Poniatowski stał się samodzielnym wodzem w okresie wojny z Austrią. Przygotowywana do udziału na głównym teatrze operacji wojennych toczonych przez Francję z V koalicją antynapoleońską, armia polska pozostała ostatecznie w kraju i stawiła skutecznie czoła przeważającemu liczebnie i technicznie korpusowi austriackiemu. W późniejszym okresie, w działaniach przeciw Rosji, oddziały polskie zostały rozdzielone do korpusów francuskich, a książę Józef dowodził jednym z nich.
Naczelni wodzowie wojsk polskich Księstwa Warszawskiego:
- marsz. Louis Nicolas Davout (12 lipca – wrzesień 1808)[13]
- gen. ks. Józef Poniatowski (25 lutego 1809 – 19 października 1813)
- gen. Michał Sokolnicki (19 października 1813)[14]
- gen. Antoni Paweł Sułkowski (20 października 1813 – 27 października 1813)
- gen. Jan Henryk Dąbrowski (od 30 października 1813)
- gen. Wincenty Krasiński (od 4 kwietnia do czerwca 1814)[15]

### Królestwo Polskie (Kongresowe)
Po upadku Księstwa Warszawskiego powołane zostało na kongresie wiedeńskim Królestwo Polskie. Choć stanowisko to nie było przewidziane w konstytucji z 1815 roku, funkcję tę sprawował brat cara Aleksandra I. Konstanty zapewnił sobie niepodzielną i niekontrolowaną władzę nad wszystkimi instytucjami wojska Królestwa Polskiego, a ponadto nad Samodzielnym Korpusem Litewskim utworzonym w 1817 r. w oparciu o poborowych z obszaru tzw. Ziem Zabranych.
Naczelny wódz Wojska Polskiego Królestwa Kongresowego oraz (1817–1827) Samodzielnego Korpusu Litewskiego:
- wielki książę Konstanty Pawłowicz Romanow 1815 – 1830

#### Powstanie listopadowe
Formalne usankcjonowanie stanowiska Naczelnego Wodza nastąpiło w okresie powstania listopadowego. Uchwała Sejmu z 24 stycznia 1831 w art. 1 stanowiła, że dowódca wojsk polskich nosić będzie tytuł Naczelnego Wodza siły zbrojnej narodowej, używać będzie jako oznakę rangi dubeltowego haftu jeneralskiego i na szlifach na krzyż złożone dwie buławy hetmańskie. Kompetencje przyznane przez sejm Wodzowi Naczelnemu sprawiały, że jego władza była niezawisła, a w sprawach polityki zbrojeniowej oraz strategii wojennej nie podlegały kontroli. Dysponując takimi uprawnieniami wodzowie naczelni w powstaniu listopadowym zawiedli pokładane w nich nadzieje, a w większości byli zwolennikami układów z Rosją. Brak umiejętności dowodzenia wojskami cechował gen. Jana Skrzyneckiego. Także Michał Radziwiłł i Henryk Dembiński nie posiadali odpowiednich kwalifikacji do dowodzenia armią. Ostatni z wodzów naczelnych, gen. Maciej Rybiński,  nie był w stanie zmobilizować podległych wojsk do działań ofensywnych.
Klęska powstania listopadowego oznaczała kres funkcjonowania armii narodowej, w tym stanowiska naczelnego wodza.

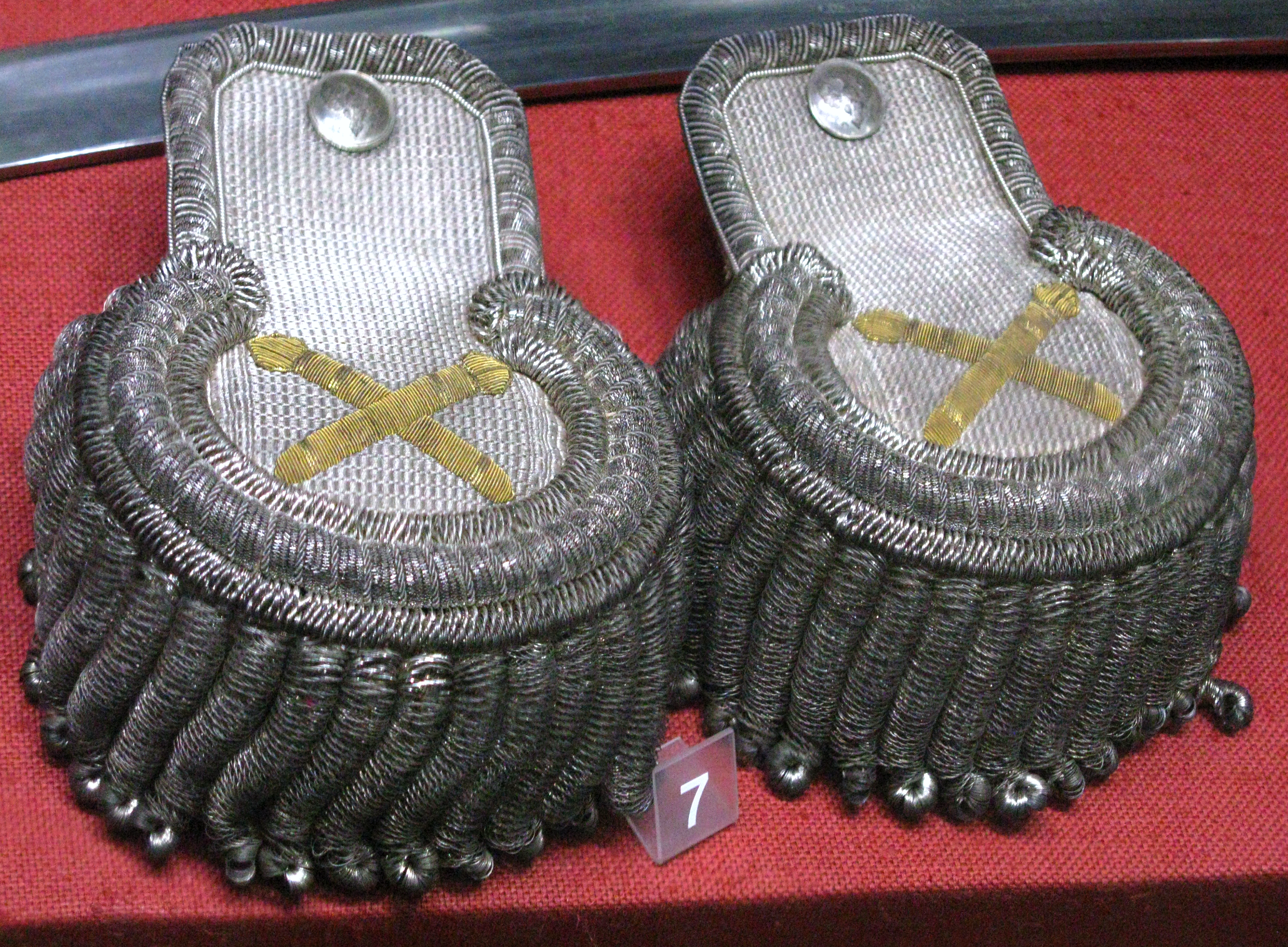
Naramienniki naczelnego wodza powstania listopadowego Jana Skrzyneckiego

Wodzowie naczelni powstania listopadowego:
- gen. dyw. Józef Chłopicki 3 grudnia 1830 – 17 stycznia 1831
- gen. dyw. Michał Gedeon Radziwiłł 20 stycznia – 26 lutego 1831
- gen. dyw. Jan Zygmunt Skrzynecki 26 lutego – 12 sierpnia 1831
- gen. dyw. Henryk Dembiński[19] 12 sierpnia – 17 sierpnia 1831
- gen. bryg. Ignacy Prądzyński 16 sierpnia – 19 sierpnia 1831
- gen. dyw. Kazimierz Małachowski[19] 20 sierpnia – 7 września 1831, 10 września 1831
- gen. dyw. Maciej Rybiński 10 września – 23 września 1831
- gen. dyw. Jan Nepomucen Umiński 23 września – 24 września 1831
- gen. dyw. Maciej Rybiński 24 września – 9 października 1831[20]

#### Powstanie styczniowe
W okresie powstania styczniowego Komitet Centralny Narodowy, a następnie Tymczasowy Rząd Narodowy i Rząd Narodowy powoływały dyktatorów powstania, którzy pełnili funkcję naczelnego dowódcy wojsk polskich. Pierwszym był Ludwik Mierosławski, drugim – Marian Langiewicz, a następnie naczelne dowództwo pozostawało przez krótki okres w gestii Wykonawczej Komisji Dyktatorskiej. Po jej rozwiązaniu Tymczasowy Rząd Narodowy ogłosił odezwę, w której stwierdzono, że więcej nie zostanie wybrany dyktator. Pomimo to, w późniejszym okresie ostatnim dyktatorem powstania został Romuald Traugutt.
Dyktatorzy powstania styczniowego:
- gen. Ludwik Mierosławski 17 lutego 1863 – 11 marca 1863
- gen. Marian Langiewicz 11 marca 1863 – 18 marca 1863
- członkowie Wykonawczej Komisji Dyktatorskiej: Agaton Giller, Stefan Bobrowski, Józef Kajetan Janowski 19 marca 1863 – 20 marca 1863[22]
- gen. Romuald Traugutt 17 października 1863 – 10 kwietnia 1864

### Powstanie krakowskie
Powstanie krakowskie wybuchło w 1846 r. we wszystkich trzech zaborach, ale głównie w Galicji. Ukonstytuował się wówczas  Rząd Narodowy Rzeczypospolitej Polskiej, a 24 lutego 1846 władzę dyktatora objął podoficer Jan Tyssowski, którego posunięciami kierował rewolucjonista Edward Dembowski. W trakcie oblężenia Krakowa przez armię austriacką Tyssowski zdołał 3 marca opuścić Kraków i na czele znacznego oddziału udał się na granicę z Prusami, gdzie dotarł 4 marca, stąd niekiedy przyjmuje się, że koniec powstania nastąpił właśnie tego dnia. 
Dyktator powstania krakowskiego:
- Jan Tyssowski 24 lutego – 2 marca 1846

### Powstanie wielkopolskie (1848)
Na wieść o berlińskiej rewolucji marcowej utworzono w Poznaniu 20 marca Komitet Narodowy, do którego przyłączyli się wypuszczeni z pruskiego więzienia działacze związani z przygotowaniami powstania w 1846 roku (Ludwik Mierosławski i Karol Libelt). Komitet proklamował niepodległość Polski, odmawiając bezpośredniego wcielenia części Poznańskiego do Królestwa Prus i przystąpił do organizacji sił zbrojnych. Naczelnym wodzem powstania został Ludwik Mierosławski. 8 maja doszło do podpisania umowy kapitulacyjnej, a główne siły Mierosławskiego złożyły broń 9 maja w Bardzie.
Naczelny wódz powstania wielkopolskiego (1848):
- gen. Ludwik Mierosławski 20 marca – 8 maja 1848

### Królestwo Polskie (Regencyjne)
W czasie I wojny światowej, za sprawą Komisji Sejmowo-Konstytucyjnej powołanej przez Tymczasową Radę Stanu Królestwa Polskiego, podjęto próbę realizacji aktu 5 Listopada. Uchwalony 28 lipca 1917 Projekt Konstytucji Państwa Polskiego zakładał istnienie stanowiska Naczelnego Wodza Sił Zbrojnych, którym miał być przyszły król. Ze względu na zmianę uwarunkowań polityczno-strategicznych w kolejnym roku, projekt ten nie był już procedowany. Stanowił jednak poważną inspirację dla działań na polu legislacyjnym po odzyskaniu przez Polskę niepodległości.
| Okres                   | Najwyższy zwierzchnik                                              | Naczelny dowódca | Naczelny dowódca                                         | Naczelny dowódca |
| Okres                   | Najwyższy zwierzchnik                                              | Zdjęcie | Osoba                                                    | Opis |
| ----------------------- | ------------------------------------------------------------------ | --- | -------------------------------------------------------- | --- |
| 10.04.1917 – 12.10.1918 | Wilhelm II Hohenzollern oraz Karol I Habsburg                      | | Hans Hartwig von Beseler                                 | Naczelny Dowódca Wojsk Polskich Królestwa Polskiego (Regencyjnego) zwanych Polską Siłą Zbrojną od 10 kwietnia 1917 do 24 października 1918, Generalny Gubernator Warszawski (1915–1918), generał-pułkownik.                                  |
| 12 – 24.10.1918         | Rada Regencyjna                                                    | | Hans Hartwig von Beseler                                 | Naczelny Dowódca Wojsk Polskich Królestwa Polskiego (Regencyjnego) zwanych Polską Siłą Zbrojną od 10 kwietnia 1917 do 24 października 1918, Generalny Gubernator Warszawski (1915–1918), generał-pułkownik.                                  |
| 25.10 – 11.11.1918      | Rada Regencyjna                                                    | | Tadeusz Rozwadowski (de facto) Rada Regencyjna (de iure) | Szef Sztabu Wojsk Polskich Królestwa Polskiego od 25 października do 15 listopada 1918, powołany po przejęciu 12 października zwierzchnictwa nad wojskami przez Radę Regencyjną i złożeniu 24 października dymisji przez Hansa von Beselera. |
| 11 – 14.11.1918         | Rada Regencyjna                                                    | | Józef Piłsudski                                          | Naczelny Dowódca Wojsk Polskich (okres do samorozwiązania Rady Regencyjnej). |
| 14 – 29.11.1918         | Naczelny Dowódca Wojsk Polskich (de iure – regent) Józef Piłsudski | Naczelny Dowódca Wojsk Polskich (okres od współistnienia prowizorium rządowego Królestwa Polskiego i rządu Republiki Polskiej do wejścia w życie dekretu Naczelnika Państwa o najwyższej władzy reprezentacyjnej Republiki Polskiej) | Józef Piłsudski                                          | |

### Powstanie wielkopolskie (1918–1919)
Armia Wielkopolska podczas powstania wielkopolskiego 1918–1919 podporządkowana była Komisariatowi Naczelnej Rady Ludowej. Pierwszym dowódcą Armii (jak i całego powstania) był mjr Stanisław Taczak, lecz z przyczyn personalnych (zbyt niski stopień) i politycznych (dopuszczał do organizacji rad żołnierskich) Józef Piłsudski zaproponował komisariatowi NRL dwóch innych kandydatów na to stanowisko: gen. Eugeniusza de Henninga-Michaelisa i gen. Józefa Dowbora-Muśnickiego. Ostatecznie Rada wybrała Muśnickiego i to on 11 stycznia otrzymał mocą dekretu NRL tytuł "Głównodowodzącego wszystkich Sił Zbrojnych Polskich byłego zaboru pruskiego". Armia Wielkopolska podporządkowana została Naczelnemu Dowództwu WP, przy zachowaniu jej odrębnej organizacji. Rozkazem z 6 lutego 1920 roku ostatecznie nastąpiło zjednoczenie Wojska Polskiego i Armii Wielkopolskiej 25 maja 1919 r. 
Głównodowodzący wojsk wielkopolskich (1918–1919):
- mjr Stanisław Taczak 27 grudnia 1918 – 11 stycznia 1919
- gen. por Józef Dowbor-Muśnicki 11 stycznia – 25 maja 1919

### Bunt Żeligowskiego
Wraz z ogłoszeniem 12 października 1920 r. przez generała Lucjana Żeligowskiego powstania Litwy Środkowej, wojsko którymi dowodził i które brało udział w tzw. „buncie Żeligowskiego”, stało się automatycznie Wojskiem Litwy Środkowej, która do czasu zawarcia 29 listopada 1920 Traktatu w Kownie była w stanie niewypowiedzianej wojny z Republiką Litewską (tzw. Litwą Kowieńską). 30 listopada 1921 r. gen. Żeligowski rozwiązał Naczelne Dowództwo Wojsk Litwy Środkowej i ustanowił Dowództwo Wojsk Litwy Środkowej, a 1 grudnia 1921 roku Dowódcą Wojsk Litwy Środkowej został gen. ppor. Daniel Konarzewski i był nim do czasu zjednoczenia Litwy Środkowej z Rzecząpospolitą 18 kwietnia 1922 r.
Naczelny Dowódca Wojsk Litwy Środkowej:
- gen. dyw. Lucjan Żeligowski 12 października 1920 – 30 listopada 1921

Dowódca Wojsk Litwy Środkowej:
- gen. ppor. Daniel Konarzewski 1 grudnia 1921 – 18 kwietnia 1922

### II Rzeczpospolita
Konstytucja marcowa w art. 46 głosiła Prezydent Rzeczypospolitej jest zarazem najwyższym zwierzchnikiem sił zbrojnych Państwa, nie może jednak sprawować naczelnego dowództwa w czasie wojny.  Naczelnego Wodza sił zbrojnych Państwa na wypadek wojny mianuje Prezydent Rzeczypospolitej na wniosek Rady Ministrów, przedstawiony przez Ministra Spraw Wojskowych, który za akty, związane z dowództwem w czasie wojny, jak i za wszelkie sprawy kierownictwa wojskowego – odpowiada przed Sejmem.
Na mocy dekretu Prezydenta RP Ignacego Mościckiego z dnia 6 sierpnia 1926 o sprawowaniu dowództwa nad siłami zbrojnymi w czasie pokoju i ustanowieniu Generalnego Inspektora Sił Zbrojnych powołany został urząd Generalnego Inspektora Sił Zbrojnych, będącego stałym zastępcą Ministra Spraw Wojskowych we wszystkich sprawach, dotyczących przygotowania sił zbrojnych i Państwa do obrony na wypadek konfliktu zbrojnego i kandydatem na Naczelnego Wodza. Za pośrednictwem Generalnego Inspektora Sił Zbrojnych i Ministra Spraw Wojskowych zwierzchnictwo nad Siłami Zbrojnymi w czasie pokoju sprawował Prezydent RP. Inspektor nie był odpowiedzialny przed Sejmem i rządem (podlegał bezpośrednio prezydentowi).
Konstytucja kwietniowa:  Prezydent Rzeczypospolitej był Zwierzchnikiem Sił Zbrojnych (art. 12.d), mianował i zwalniał Naczelnego Wodza i Generalnego Inspektora Sił Zbrojnych (art. 13 d), postanawiał o użyciu sił zbrojnych do obrony Państwa; w razie mianowania Naczelnego Wodza prawo dysponowania siłami zbrojnymi przechodziło na niego; za akty, związane z dowództwem, Naczelny Wódz odpowiadał przed Prezydentem Rzeczypospolitej, jako Zwierzchnikiem Sił Zbrojnych (art. 63).
| Zdjęcie | Osoba           | Opis |
| ------- | --------------- | --- |
|         | Józef Piłsudski | Naczelny Dowódca Wojsk Republiki Polskiej oraz II Rzeczypospolitej (od 14/17 listopada 1918 do 14 grudnia 1922), Tymczasowy Naczelnik Państwa (od 22 listopada 1918) i Naczelnik Państwa (od 20 lutego 1919 do 14 grudnia 1922), Pierwszy Marszałek Polski (od 19 marca 1920), Generalny Inspektor Sił Zbrojnych (od 27 sierpnia 1926 do 12 maja 1935), Minister Spraw Wojskowych {od 17 do 23 listopada 1918, 16 maja 1926 do 12 maja 1935}. |

#### Okres II wojny światowej
| Zdjęcie | Osoba                | Opis |
| ------- | -------------------- | --- |
|         | Edward Śmigły-Rydz   | Generalny Inspektor Sił Zbrojnych (od 12 maja 1935 do 7 listopada 1939), Marszałek Polski (od 10 listopada 1936), Naczelny Wódz (od 1 września 1939 do 7 listopada 1939). |
|         | Władysław Sikorski   | Naczelny Wódz i Generalny Inspektor Sił Zbrojnych (od 7 listopada 1939 do 4 lipca 1943) oraz Premier Rządu RP na uchodźstwie (1939–1943), generał broni (24 grudnia 1940). |
|         | Kazimierz Sosnkowski | Naczelny Wódz i Generalny Inspektor Sił Zbrojnych (od 8 lipca 1943 do 30 września 1944), zwolniony ze stanowiska Naczelnego Wodza przez Prezydenta RP pod presją rządu brytyjskiego za krytykę Wielkiej Brytanii w kwestii braku pomocy dla powstania warszawskiego zawartą w przemówieniu radiowym z 1 września 1944; generał broni (od 10 listopada 1936). |
|         | Tadeusz Komorowski   | Naczelny Wódz (od 30 września 1944 do 8 listopada 1946), generał dywizji (od 1 marca 1944), zgodnie z dekretem Prezydenta RP z dnia 30 września 1944 mianowany Naczelnym Wodzem z zastrzeżeniem, że „Pan Generał wstępuje w prawa i obowiązki Naczelnego Wodza z chwilą rozpoczęcia swych czynności w siedzibie Prezydenta Rzeczypospolitej Polskiej i Rządu”, co nastąpiło w dniu 21 czerwca 1945. W okresie od 5 października 1944 do 5 maja 1945, kiedy gen. Komorowski przebywał w niewoli niemieckiej, obowiązki Naczelnego Wodza wykonywali: Prezydent Rzeczypospolitej Polskiej, Minister Obrony Narodowej i szef Sztabu Naczelnego Wodza. |
|         | Władysław Anders     | Pełniący obowiązki Naczelnego Wodza (od 26 lutego 1945 do 21 czerwca 1945), Generalny Inspektor Sił Zbrojnych (od 8 listopada 1946 do 4 sierpnia 1954), generał broni (od 16 maja 1954). |

### Polska Ludowa i III Rzeczpospolita (do 1992 r.)
Po powołaniu pod koniec II wojny światowej komunistycznego rządu w Polsce, Naczelnym Dowódcą z jego ramienia został gen. Michał Rola-Żymierski, w 1945 roku awansowany na stopień Marszałka Polski. Uchwalona w 1952 r. Konstytucja Polskiej Rzeczypospolitej Ludowej początkowo nie wspominała o stanowisku naczelnego dowódcy. Stanowiła jedynie, że Rada Państwa obsadza stanowiska cywilne i wojskowe, przewidziane ustawami (art. 25.8), a także (w okresach między sesjami Sejmu) wprowadza stan wojny i stan wojenny oraz ogłasza mobilizację (art. 28), zaś Rada Ministrów sprawuje ogólne kierownictwo w dziedzinie obronności kraju i organizacji sił zbrojnych Polskiej Rzeczypospolitej Ludowej oraz określa corocznie kontyngent obywateli powoływanych do czynnej służby wojskowej. Funkcję „Naczelnego Dowódcy Sił Zbrojnych na czas wojny” wprowadziła dopiero nowela ustrojowa z 21 listopada 1983 r. Sejm dokonał wówczas rozdzielenia funkcji Prezesa Rady Ministrów i przewodniczącego Komitetu Obrony Kraju, temu ostatniemu stanowisku przypisując funkcję Zwierzchnika Sił Zbrojnych PRL, a zarazem przyznał Radzie Państwa uprawnienie do mianowania na okres wojny Naczelnego Dowódcy Sił Zbrojnych PRL. Po zniesieniu Rady Państwa w 1989 r. uprawnienie to zostało przekazane Sejmowi, a jeżeli ten nie mógłby się zebrać - Prezydentowi, a także umocowane w przepisach Konstytucji PRL, obowiązujących również (do 1992 r.) w początkowym okresie III RP.
| Zdjęcie | Osoba                 | Opis |
| ------- | --------------------- | --- |
|         | Michał Rola-Żymierski | Naczelny Dowódca Armii Ludowej (1944) i Naczelny Dowódca Wojska Polskiego (1944–1947), Marszałek Polski (od 3 maja 1945). |